# Tratado de Adams-Onís
El Tratado de Adams-Onís o Tratado de Transcontinentalidad de 1819-1821 (originalmente titulado Tratado de amistad, arreglo de diferencias y límites entre su Majestad Católica el Rey de España y los Estados Unidos de América y algunas veces denominado Tratado de la compra de Florida o Tratado de La Florida de 1819-1821) fue el resultado de la negociación entre el Reino de España y Estados Unidos de América para fijar la frontera entre la nación norteamericana y el entonces virreinato de la Nueva España.

## Historia

Florida española en 1810.

Luis de Onís acudió como representante del rey Fernando VII de España y por los estadounidenses el secretario de Estado John Quincy Adams. La negociación se inició en 1819 y aunque se firmó en ese mismo año, no fue ratificado hasta el 22 de febrero de 1821 por ambas partes.
El 10 de julio José Coppinger, último gobernador español de Florida, entregaba San Agustín y el 17 el coronel José María Callava Pensacola a los estadounidenses, quienes ya controlaban el resto del territorio desde 1817. 
La frontera se fijó más allá de los ríos Sabina y Arkansas hasta el paralelo 42° norte. Antes del tratado, no había una frontera clara entre los diferentes territorios del Medio Oeste, los cuales a pesar de las constantes reclamaciones por parte de las potencias europeas, seguían estando en poder de las naciones nativas. Siendo el mejor ejemplo la Luisiana, originalmente Nueva Francia, debido a su extensión y difícil geografía, tan solo la zona alrededor de Nueva Orleans, además de algunos fuertes y asentamientos dispersos entorno a la Región de los Grandes Lagos era lo que realmente Francia llegó a controlar (siendo necesaria la Expedición de Lewis y Clark, iniciada en 1803 después de la compra de Luisiana, para comprender la verdadera extensión de la Luisiana y, por ende, de los Estados Unidos).
El tratado fue beneficioso para las dos partes:
- En el caso de España, recibía unas fronteras claras entre  el Tejas español y el territorio de Luisiana (yanqui), recuperando algunas áreas de la desaparecida Luisiana española.

- Estados Unidos obtuvo reconocimiento internacional de su dominio sobre Florida (conquistada entre 1810-1817) y las reclamaciones sobre el territorio de Oregón, que sería un asunto en disputa con los británicos instalados en Canadá y los rusos de Alaska, quienes también lo reclamaban como suyo.

El tratado fue ratificado en 1832 por México, que había conseguido su independencia años antes, y los Estados Unidos. Así la frontera quedaría fijada de esta manera hasta 1848 cuando, tras la guerra mexicano-estadounidense, México perdería definitivamente buena parte del territorio mexicano heredado de España al suroeste de la línea Onís-Adams. Por los tratados consiguientes resultó la nueva frontera mexicano-estadounidense fijada ahora en el curso del Río Bravo, también llamado Río Grande.